# Diana Mordasini
Diana Mordasini est une journaliste et une romancière d'origine sénégalaise, aujourd'hui de nationalité suisse.

## Biographie
Diana Mordasini est née à Saint-Louis (Sénégal).

## Œuvres
- Le Bottillon perdu, Dakar, Les Nouvelles Éditions Africaines du Sénégal, 1990, 101 p.  (ISBN 2-7236-0437-3)
- La cage aux déesses, volume 1 : De fil en meurtres, Paris, Société des écrivains, 2002, 440 p. (ISBN 2-7480-0289-X)
- La cage aux déesses, volume 2 : Les yeux d'Ilh'a, Paris, Société des écrivains, 2002, 510 p.  (ISBN 2-7480-0290-3)